# Navidad Solamericana
Navidad Solamericana es un álbum del músico y compositor argentino Damián Sánchez junto a Coral de las Américas, también como director, publicado el 14 de diciembre de 2006. El álbum posee un total de doce canciones (diez canciones junto a dos Bonus Tracks pertenecientes a Puente al Sol).
Navidad Solamericana surge con la idea de mostrar y difundir las canciones autóctonas de Navidad de América del sur, teniendo en cuenta el tema central de la festividad de la Navidad, que es el nacimiento del niño Jesús. El repertorio del álbum acompaña este tema central junto a una variedad de ritmos e instrumentos autóctonos existentes de América Latina que: "hacen la diferencia y muestran la riqueza de nuestro inmenso continente" - Damián Sánchez 
El nombre de Navidad Solamericana, según Damián Sánchez, surgió a raíz del hecho de vivir en Latinoamérica a pleno sol.

"A diferencia de otras regiones del mundo donde la nieve, trineos, los renos, las comidas con nueces y almendras son caracteristicas de la navidad, en América Latina nos encontramos con mucha fruta y un clima que moviliza un estado de animo muy especial y diferente."
Damián Sánchez

## Lista de canciones
| N.º   | Título                                              | Música                       | Arreglo                            | Duración |  |
| 1.    | «Navidad en Verano» (Argentina)                     | Ariel Ramírez y Félix Luna   | Damián Sánchez                     | 2:35     |  |
| 2.    | «Villancico Mexicano» (México)                      | Popular Navideño             | Damián Sánchez / Ramón Noble       | 2:38     |  |
| 3.    | «Navidad 2000» (Argentina)                          | H. Herrera - A. Nella Castro | Damián Sánchez / Mónica Abraham    | 3:57     |  |
| 4.    | «Ay, para Navidad» (Argentina)                      | Sergio Villar                | Damián Sánchez / Francisco Navarro | 2:18     |  |
| 5.    | «Tinkunaco» (Argentina)                             | Popular Navideño Riojano     | Damián Sánchez / Melania Pérez     | 2:18     |  |
| 6.    | «Villancico Yaucano» (Puerto Rico)                  | De Amaury Veray              | Bartolomé Bover                    | 2:21     |  |
| 7.    | «Navidad Negra» (Colombia)                          | José Barros                  | Damián Sánchez / Blas Atehortua    | 3:13     |  |
| 8.    | «Carnavalito de Nochebuena» (Argentina)             | Ramón Gutiérrez del Barrio   |                                    | 3:06     |  |
| 9.    | «En los brazos de la Luna» (Chile)                  | Alfonso Letelier Llona       | Damián Sánchez                     | 3:20     |  |
| 10.   | «Festejo de Navidad» (Perú)                         | Popular Navideño             | Herbert Bittrich                   | 3:23     |  |
| 11.   | «Danza de las Casaderas» (de la obra Puente al Sol) | Damián Sánchez               |                                    | 2:33     |  |
| 12.   | «Despierta el Alba» (de la obra Puente al Sol)      | Damián Sánchez               |                                    | 5:25     |  |
| 37:11 |                                                     |                              |                                    |          |  |